# Escut de Can Traver
L'Escut de Can Traver és una obra neoclàssica de Maià de Montcal (Garrotxa) declarada Bé Cultural d'Interès Nacional.

## Descripció
A la llinda de la porta principal de la masia de Can Traver hi ha la inscripció: "DON JOAN DE TRAVER Y LLORENS 1803". A la part superior hi ha un escut en relleu. Aquest escut té forma oval amb tres barres en diagonal i una que les creua perpendicularment. L'escut està envoltat d'una motllura i d'un a inscripció que diu: "TRINUS ET UNUS DEUS".